# Youssef Rossi
Youssef Rossi (ur. 28 czerwca 1973 w Casablance) – marokański piłkarz, występujący na pozycji obrońcy.
Profesjonalną karierę piłkarską rozpoczynał w Raja Casablanca w wieku 22 lat. W ojczyźnie występował przez dwa sezony. Latem 1997 roku wyjechał do Francji, by grać w tamtejszym Stade Rennais. Szybko zaaklimatyzował się w klubie, już w pierwszym sezonie występów w Europie młody Marokańczyk zagrał 22-krotnie. Rossi grał we Francji jeszcze przez rok, rozgrywając w sezonie 1998/99 19 spotkań. Latem 1999 postanowił jednak odejść do NEC Nijmegen. Nie był to dobry wybór, bowiem Marokańczyk przez cały sezon rozegrał tylko jeden mecz. Piłkarz postanowił spróbować swoich umiejętności w szkockim Dunfermline Athletic. Na Wyspach Brytyjskich grał przez 3 sezony, grając 21 razy. W sezonie 2002/03 Rossi nie wystąpił ani razu. Piłkarz postanowił wrócić do Casablanki. W klubie z Maroka grał jednak zaledwie jeden sezon. W 2004 roku wyjechał do Azji, do katarskiego Al-Khor, gdzie występował do końca kariery.
Z reprezentacją Maroka Rossi uczestniczył w Mistrzostwach Świata 1998.